# Bulgaroperla mirabilis
Bulgaroperla mirabilis is een steenvlieg uit de familie Perlodidae. De wetenschappelijke naam van de soort is voor het eerst geldig gepubliceerd in 1966 door Raušer.